# Заросляк антіоквійський
Заросляк антіоквійський (Atlapetes blancae) — вид горобцеподібних птахів родини Passerellidae. Ендемік Колумбії.

## Історія відкриття
Антіоквійський заросляк був описаний в 2007 році за трьома музейними зразками. Вони були зібрані Марком Антоніо Серном в XX столітті в колумбійському департаменті Антіокія (на одному зі зразків було вказано, що він був зібраний в 1971 році) і були каталогізовані як сірогруді заросляки (Atlapetes schistaceus). Птах отримав видовий епітет blancae через білі груди птаха і на честь Бланки Хуертас, колумбійської лепідоптерологині, дружини орнітолога Томаса Донегана, що описав новий вид. Південноамериканський класифікаціний комітет визнав новий вид заросляків в 2008 році.
Під час експедицій 2007 і 2008 років Донеган не знайшов птаха в природі. Однак в 2018 році колумбійський орнітолог Родольфо Корреа Пенья знайшов популяцію антіоквійських заросляків поблизу Сан-Педро-Де-Лос-Мілагрос в департаменті Антіокія.

## Опис
Найбільший спійманий антіоквійський заросляк мав довжину 17 см. Спина птаха темно-сіра, крила і хвіст чорні. На обличчі чорна "маска". На лобі, тімені і потилиці яскраво-червона смуга. Нижня сторона тіла світло-сіра, на крилах невеликі білі плямки. У молодих птахів плямка на крилах відсутня, забарвлення тіла коричневе. Від жовтоволого заросляка птах відрізняється яскраво-червоною смугою на голові, сірішою спиною і світло-сірою, а не жовтою нижньою частиною тіла. Від сірогрудого заросляка птах відрізняється яскравішою смугою на голові, світлішою нижньою частиною тіла і відсутністю чіткого розмежування між горлом і грудьми.

## Поширення і екологія
Антіоквійський заросляк живе в заростях невисоких чагарників, поблизу поселень. Голотип був пійманий на невеликому плато Льяно-де-Овехас на висоті 2400-2800 м над рівнем моря. Однак нині ліс, який ріс там в середині XX століття в значній мірі вирубаний.

## Збереження
З 2009 року МСОП вважає цей вид таким, що знаходиться на межі зникнення. За оцінками дослідників, в природі мешкає близько 20 птахів цього виду.